# Língua aiwa
Aiwa (também chamado de Tequiraca, Tekiraka, Aushiri, Auxiri ou Vacacocha)  é uma língua isolada falada no Peru.

## Vocabulário
Alguns nomes de plantas e animais na língua aiwa (Michael e Beier 2012):
| Português             | Inglês                   | Aiwa (aˈʔɨwa) |
| --------------------- | ------------------------ | ------------- |
| cutia                 | agouti                   | aʃˈpali       |
| ayahuasca             | ayahuasca                | lukˈʔãk       |
| timbó                 | barbasco (fish poison)   | maˈlahi       |
| pica-pau              | bird sp. (woodpecker)    | isaˈɾawi      |
| mutum                 | bird sp. (paujil)        | wiˈkoɾõ       |
| perdiz                | bird sp. (partridge)     | hũʔˈʃũlũ      |
| jacu-de-spix          | bird sp. (pucacunga)     | ɾoˈʔele       |
| anu-preto             | bird sp. (vaca muchacho) | kʷãˈʔũli      |
| arara-canindé         | blue and yellow macaw    | alkahˈneke    |
| jacaré                | caiman                   | amˈhala       |
| macaco-prego (esp.)   | capuchin monkey sp.      | ɾũtɾũˈkʲãwã   |
| macaco-prego (esp.)   | capuchin monkey sp.      | waˈnaha       |
| maracajá, jaguatirica | cat sp. (tigrillo)       | hũhũkũˈpãʔ    |
| quati                 | coati                    | ʃakˈɾaɾa      |
| milho                 | corn                     | suˈkala       |
| algodão               | cotton                   | nuiˈnui       |
| veado                 | deer                     | atɾiˈwaʔa     |
| onça-preta            | jaguar                   | miˈala        |
| parauaçu (esp.)       | monk saki monkey sp.     | kʷɨˈɾiɾi      |
| mosquito              | mosquito                 | wiˈʃala       |
| pimenta               | pepper                   | aˈlaha        |
| batata (esp.)         | potato variety           | jaunaˈhi      |
| arara-vermelha        | red macaw                | milahˈneke    |
| cobra                 | snake                    | auˈʔek        |
| macaco-de-cheiro      | squirrel monkey          | siˈaʔa        |
| arraia (esp.)         | stingray sp.             | hamˈham       |
| arraia (esp.)         | stingray sp.             | makɾaˈlasi    |
| cana-de-açúcar        | sugar cane               | raiwãˈʔãk     |
| sauim                 | tamarin monkey           | aslʲaˈʔãũ     |
| anta                  | tapir                    | ˈsahi         |
| árvore                | tree                     | ˈau           |
| queixada              | white-lipped peccary     | ɾaˈkãʔõ       |